# Negril

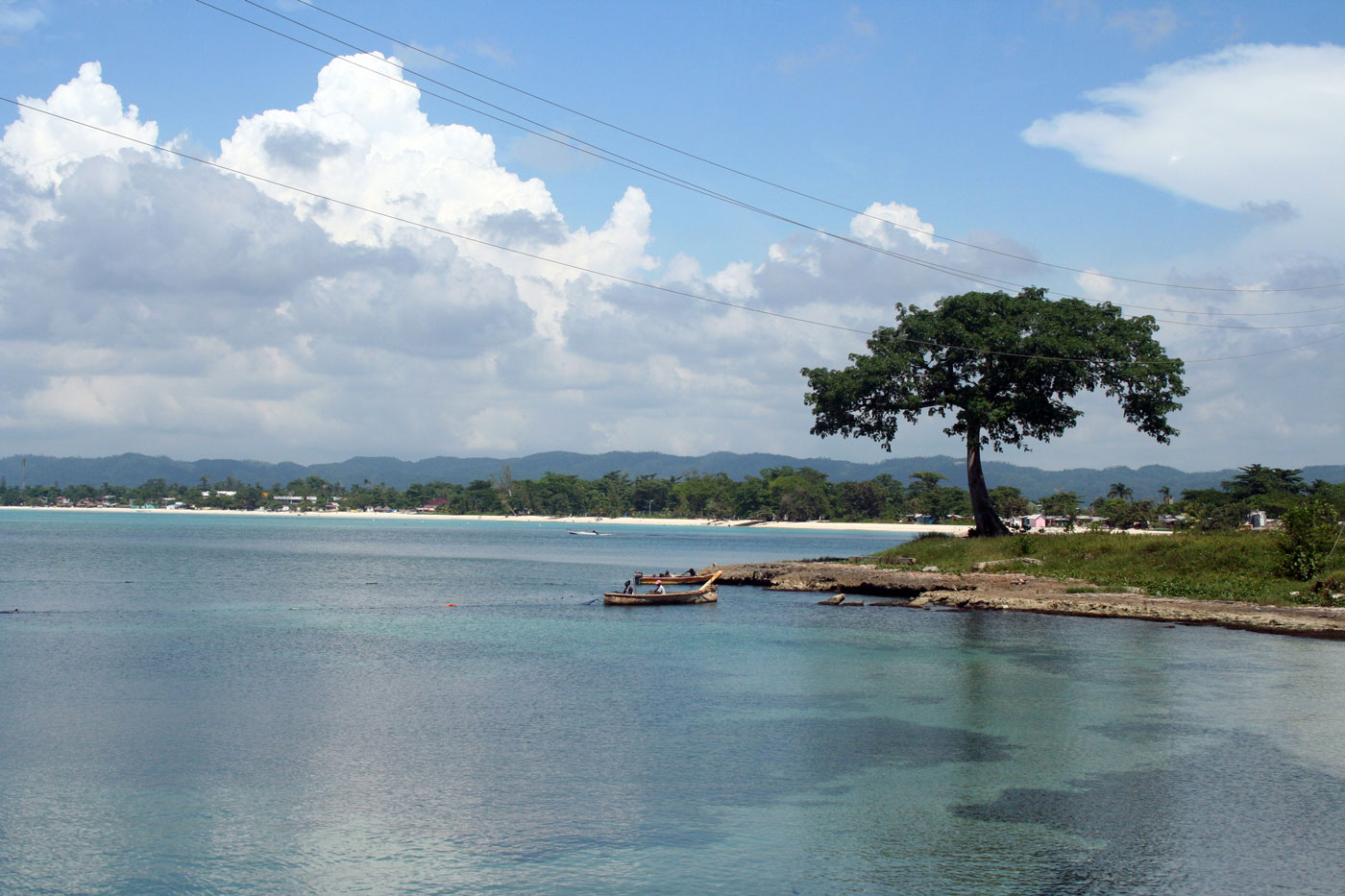
Negril, Jamaica.

Negril é uma cidade no oeste da Jamaica. Ela é conhecida pelos quilômetros de praias em baías rasas com águas calmas de cor azul-turquesa. A Seven Mile Beach, especialmente a parte com vista para Long Bay, é repleta de bares, restaurantes e resorts, muitos dos quais internacionais e com tudo incluído. A Long Bay desemboca em uma lagoa protegida por recifes de corais e é um destino para a prática de snorkel e mergulho.

## História
A população da cidade segundo os dados é de 6.900 habitantes.